# ISOT EC-1035
ISOT EC-1035 (EC-1035) је професионални рачунар фирме ISOT који је почео да се производи у Бугарској током 1977. године.
Користио је ES-2635 (?) микропроцесорску јединицу а RAM меморија рачунара је имала капацитет од 256 до 512 KB. Највише 16 MB виртуелне меморије.
Као оперативни систем кориштен је ES-DOS.

## Детаљни подаци
Детаљнији подаци о рачунару EC-1035 су дати у табели испод.
|                       |                                              |
| [ 1 ]                 |                                              |
| Произвођач            |                                              |
| Тип                   | професионални рачунар                        |
| Меморија              | 256 до 512 KB. Највише 16 виртуелне меморије |
| Поријекло             | Бугарска                                     |
| Година                | 1977                                         |
| Тастатура             | тастатура терминала                          |
| Процесор              |                                              |
| Фреквенција процесора | 160.000 операција у секунди                  |
| RAM                   | 256 до 512 KB. Највише 16 виртуелне меморије |
| ROM                   | BIOS у RO                                    |
| Текст                 | зависно од видео терминала                   |
| Графика               |                                              |
| Боја                  |                                              |
| Звук                  | уграђени звучник - 1 канал                   |
| Димензије             | 100 m²                                       |
| Портови               |                                              |
| Оперативни систем     |                                              |